# Rolândia
Rolândia es un municipio brasileño en el norte del estado de Paraná, ubicado en la Región Sur. Su población estimada en 2010 es de 57.870 habitantes.

## Historia
La ciudad de Rolândia fue fundada por la "Companhia de Terras Norte do Paraná", filial de "Paraná Plantation Ltda.", cuyos propietarios eran ingleses. El 29 de junio de 1934, se comenzó a construir la primera casa en la ciudad, el Hotel Rolândia. A partir de entonces siguieron construyéndose edificios y un próspero pueblo surgió en los bosques locales. Había nacido Rolândia.
La fama de la fertilidad de Terra Roxa se extendió por todo el país y el norte de Paraná comenzó a ser conocido como la Canaán brasileña. Después, mineros extranjeros, habitantes de São Paulo e hijos de inmigrantes alemanes se establecieron en Santa Catarina y en Rio Grande do Sul y fueron poblando y construyendo Rolândia. Los inmigrantes extranjeros se dirigieron para establecerse allí, por alguna empresa que se encargó de la inmigración, o por orientación de la propia Companhia de Terras.
De los inmigrantes extranjeros que colaboraron en el desarrollo de Rolândia, destacaban japoneses, alemanes, italianos, portugueses, españoles, sirios, libaneses, húngaros, suizos, polacos, checos, y austriacos, entre otros. El nombre de Rolândia es de origen germánico, nombre dado en honor de Roldán, el legendario héroe franco que hizo la guerra en la Edad Media, junto con su tío, Carlomagno, y cuyo lema era luchar "por la libertad y la justicia".
Después de la Primera Guerra Mundial, Alemania fue afectada por una severa crisis económica. Algunos políticos alemanes interesados en la solución de los problemas, especialmente los hijos de los pequeños agricultores, establecieron empresas con el objetivo de fomentar la inmigración. Entre estas podemos destacar la Companhia Para Estudos Econômicos Além-Mar. Esta empresa tenía como presidente al ministro alemán Hans Luther, y algunos años más tarde, Erich Koch-Weser asumió el cargo. En este período, muchas empresas colonizadoras inglesas ofrecían tierras a los interesados en la inmigración, entre ellas la Paraná Plantation Ltda. que tenía dos filiales en Brasil, la Companhia de Terras Norte do Paraná y la Companhia Ferroviária São Paulo-Paraná.
Al asumir la presidencia de la Companhia Para Estudos Econômicos Além-Mar, Erich Koch-Weser invitó a Oswald Nixdorf para estudiar, junto a "Paraná Plantation", un lugar ideal para empezar una colonia alemana en Brasil. Elegido el lugar en 1931, un año después, Nixdorf es contratado por la Companhia Alemã, con el fin de ir a Brasil y allí guiar a los inmigrantes alemanes. Al principio, los inmigrantes que viajaron a Brasil eran básicamente hijos de agricultores o personas que querían probar suerte en otro país.
Sin embargo, después de la persecución política, religiosa y racial, desatada por el nazismo, el tipo de inmigrantes cambió. Quienes, de una u otra manera, temían la política represiva de los nazis trataron de salir de Alemania. Políticos, religiosos y judíos-alemanes (casi todos estos últimos con títulos universitarios) aumentarían el número de aquellos que trataron de llegar a Rolândia. En 1934, Alemania comienza una restricción a la inmigración. Hasta entonces, la cantidad que cada inmigrante podía llevarse era de diez mil marcos. Con esta restricción, esa cifra se redujo a sólo diez marcos. La Companhia de Terras pronto encontró la solución, la permuta.
Como la Companhia de Terras necesitaba el material necesario para llevar el ferrocarril a Rolândia, y Alemania poseía este material (raíles, etc), se acordó que el dinero de cada inmigrante se quedaría en la propia Alemania. Los inmigrantes compraban el material rodante de la compañía a cambio de recibir los títulos de propiedad que correspondían a las tierras que necesitaban en Rolândia. Gracias a esta forma de intercambio, la Companhia de Terras fue capaz de extender el ferrocarril hasta Rolândia. En enero de 1935 llegó la primera locomotora de vapot, la famosa María Fumaça.
La contribución de los inmigrantes extranjeros y de los migrantes de Brasil fue de importancia fundamental en el desarrollo de la ciudad. Los primeros años fueron muy difíciles, pero la voluntad de ganar y sobrevivir hizo fuertes a los pioneros, verdaderos héroes anónimos, que sobre todo tuvieron que soportar las dificultades derivadas de la Segunda Guerra Mundial.
Rolândia, al igual que otras ciudades de Brasil cuyos nombres eran de origen alemán (como Cambé), tuvo que cambiar su nombre. El 30 de diciembre de 1943, al mismo tiempo que se creaba la ciudad de Rolândia, el nombre fue cambiado a Caviúna. Pero en 1947 se volvió al antiguo nombre de Rolândia. En la actualidad, siete décadas después de su fundación, podemos decir que la riqueza de Rolândia todavía procede de la agricultura.
El cumpleaños de la ciudad se celebra cada 29 de junio, en recuerdo de la fecha de apertura del primer edificio de la ciudad (Hotel Rolândia), celebrada el 29 de junio de 1934. En el aniversario del municipio se celebra una fiesta tradicional con comidas típicas que son muy apreciadas por los habitantes como criadillas de buey, chorizo y salchichón.

## Geografía
La sede de la ciudad está situada a 750 metros sobre el nivel del mar. Los municipios vecinos son Jaguapitã (al norte), Arapongas (al sur), Cambé (al este), Pitangueiras y Sabaudia (al oeste). Su territorio se extiende a las cuencas del río Vermelho, río Ema y del río Bandeirantes do Norte.

## Clima
El clima se clasifica como subtropical húmedo mesotérmico sin estación seca definida, pero con tendencia en los meses de verano. Es de tipo Cfa, según la clasificación climática de Köppen-Geiger
El verano es generalmente cálido, con promedios mensuales superiores a 27 °C.
En invierno, ocurren heladas con poca frecuencia debido a la falta de lluvia en los días de frío, donde las temperaturas pueden alcanzar valores de 0,3 °C (3 de junio de 2009) y, en ocasiones extremas, llegar a -4 °C como en el invierno de 1975, donde nevó en todo el centro-sur del estado.

## Economía
Al principio, eran las plantaciones de café las que generaban la riqueza; en la actualidad, está presente una agricultura más diversificada, sobre todo en soja, maíz, trigo, caña de azúcar y naranja. Rolândia también cuenta con empresas frigoríficas, cooperativas agrícolas, una planta de etanol, y fuertes sectores ganadero e industrial.
Su producto interior bruto es de 928 343,103 mil reales, con una renta per cápita de 16.652 reales. El índice de desarrollo humano (IDH) local es 0.784